# Аднар-фьорд
Аднар-фьорд (исл. Arnarfjörður, орлиный фьорд) — второй по величине фьорд в регионе Вестфирдир на северо-западе Исландии. Фьорд вытянут с юго-востока на северо-запад примерно на 30 км. Ширина составляет от 5 до 10 км.
Внутренняя часть фьорда делится на две части. Южная ветвь имеет название Сюдюрфирдир (исл. Suðurfirðir), она разделена на несколько фьордов, одним из которых является Гейрдьёуфс-фьорд (исл. Geirþjófsfjörður). Северная ветвь делится на Боргар-фьорд и Диньяндисвогюр.
Берега внутренних фьордов местами очень крутые.
На северном берегу фьорда возвышаются горы, остро обточенные ледниками и частично состоящие из габбро и риолита.
Миллионы лет назад здесь находился активный вулкан Тьяльданес (исл. Tjaldanes), остатки которого можно наблюдать в виде гор Тьяльданесфедль и Кальдбакюр, одной из высочайших гор региона.
Существует крутой горный перевал Hrafnseyrarheiði, названный в честь плато, которое он пересекает, достигающий высоты 552 м и выходящий к Дюра-фьорду.
В восточной части фьорда находится деревня Храбнсейри. Здесь в XIX в. родился Йоун Сигурдссон, впоследствии успешно боровшийся за независимость Исландии. На северном берегу у устья фьорда находится долина Локинхамрадалюр (исл. Lokinhamradalur).
На южном берегу фьорда находится город Бильдюдалюр (исл. Bíldudalur). Одна из улиц города приводит к хутору Селаурдалюр, где до 1969 г жил художник Самуэль Йоунссон.
На юго-восточном берегу фьорда расположен водопад Диньянди.